# نيكولين سورينسن
نيكولين هاغرد سورينسن (من مواليد 15 أغسطس 1997) لاعبة كرة قدم دنماركية تلعب كمهاجم لنادي إيفرتون في الدوري الإنجليزي الممتاز للسيدات والمنتخب الدنماركي. بعد أن ظهرت لأول مرة مع المنتخب الوطني الأول في سن 19 ، حصلت على جائزة الاتحاد الدنماركي لكرة القدم عن موهبة العام 2016.